# ARA Canal Beagle (B-3)
El transporte ARA Canal Beagle (B-3) (TRCB) es un carguero de la clase Costa Sur en servicio con la Armada Argentina. Se halla asignado al Comando Naval Anfibio y Logístico (COAL) con asiento en la Base Naval Puerto Belgrano.

## Historia
A fines de los años 1970 los buques de Transportes Navales estaban ya llegando al fin de su vida útil, por lo que se autoriza por Decreto del 3 de octubre de 1975 a construir localmente tres barcos de carga para el servicio de la Costa Sur. Las mismas fueron encargadas al Astillero Príncipe, Menghi y Penco y se llamaron Canal de Beagle, Bahía San Blas y Cabo de Hornos.

## Nombre
Se ajusta a las normas en vigor, para las unidades del tipo transporte que estipula que deben llevar el nombre de accidentes geográficos, canales, estrechos, etc., en aguas argentinas, siendo el Canal Beagle el accidente elegido para este buque de carga.

## Capacidad como transporte
Dispone de las siguientes características: 2 plumas de 1,5 t cada una. 3 grúas Liebherr, 1 de 5 t para bodega N.º 1 y 2 de 20 t cada uno, para bodegas N.º 2 y 3 que trabajando en paralelo levantan 40 t.

## Servicio operativo
El Canal Beagle participó en 1989 en la Antártida en las operaciones de preservación de contaminación y salvamento en la zona de Puerto Arturo, tras el hundimiento del transporte polar ARA Bahía Paraíso.
En 1990 transportó hacia el Golfo de Fonseca a las lanchas patrulleras de la Armada Argentina ARA Baradero (P-61), ARA Barranqueras (P-62), ARA Clorinda (P-63) y ARA Concepción del Uruguay (P-64), las cuales se aprestaron a comenzar su participación en la misión ONUCA de Naciones Unidas.
En 2005 formó parte del operativo de seguridad naval de la IV Cumbre de las Américas en la ciudad de Mar del Plata.
A fines de 2007 comenzó a participar en forma consecutiva en las Campañas Antárticas, como consecuencia del incendio del rompehielos ARA Almirante Irízar, compensando las diversas necesidades de transporte para reabastecer las Bases antárticas argentinas.

### Década de 2010
La unidad comenzó esta década como columna logística de los abastecimientos antárticos, ya que el Irízar aún permanecía en reparaciones. Para ello, se valió de lanchas Zodiac y EDPV.
El 9 de diciembre de 2024 se hizo efectivo su cambio de lugar al Comando Naval Anfibio y Logístico (COAL) con asiento en la Base Naval Puerto Belgrano.